# Межівська селищна територіальна громада
Межівська селищна територіальна громада — територіальна громада в Україні, в Синельниківському районі Дніпропетровської області. Адміністративний центр — селище Межова.
Площа громади — 630 км², населення — 15 584 мешканці (2018).
Утворена 14 лютого 2017 року шляхом об'єднання Демуринської, Межівської селищних рад, Веселівської, Іванівської, Новогригорівської, Преображенської та Райпільської сільських рад Межівського району.
19 липня 2020 року, в результаті адміністративно-територіальної реформи і ліквідації Межівського району, селище увійшло до складу новоутвореного Синельниківського району.

## Населені пункти
До складу громади входять 2 селища (Демурине, Межова) і 28 сіл: Біляківка, Василівка, Веселе (Веселівський старостинський округ), Веселе (Український старостинський округ),  Водолазьке, Вознесенське, Володимирівка, Всесвятське, Жукове, Запорізьке, Іванівка, Колона-Межова, Красногорівка, Мар'ївка, Новогригорівка, Новолозуватівка, Новоолександрівка, Новопідгороднє, Новотроїцьке, Олександрівка, Попутне, Преображенка, Райполе, Славне, Степове, Сухарева Балка, Українка та Юр'ївка.